# C'est papa qui prend la purge
C'est papa qui prend la purge és una pel·lícula muda francesa dirigida per Louis Feuillade, produïda per Pathé i estrenada el 17 de gener de 1907.

## Repartiment
- Max Linder : l'amant al banc